# 蝸牛府

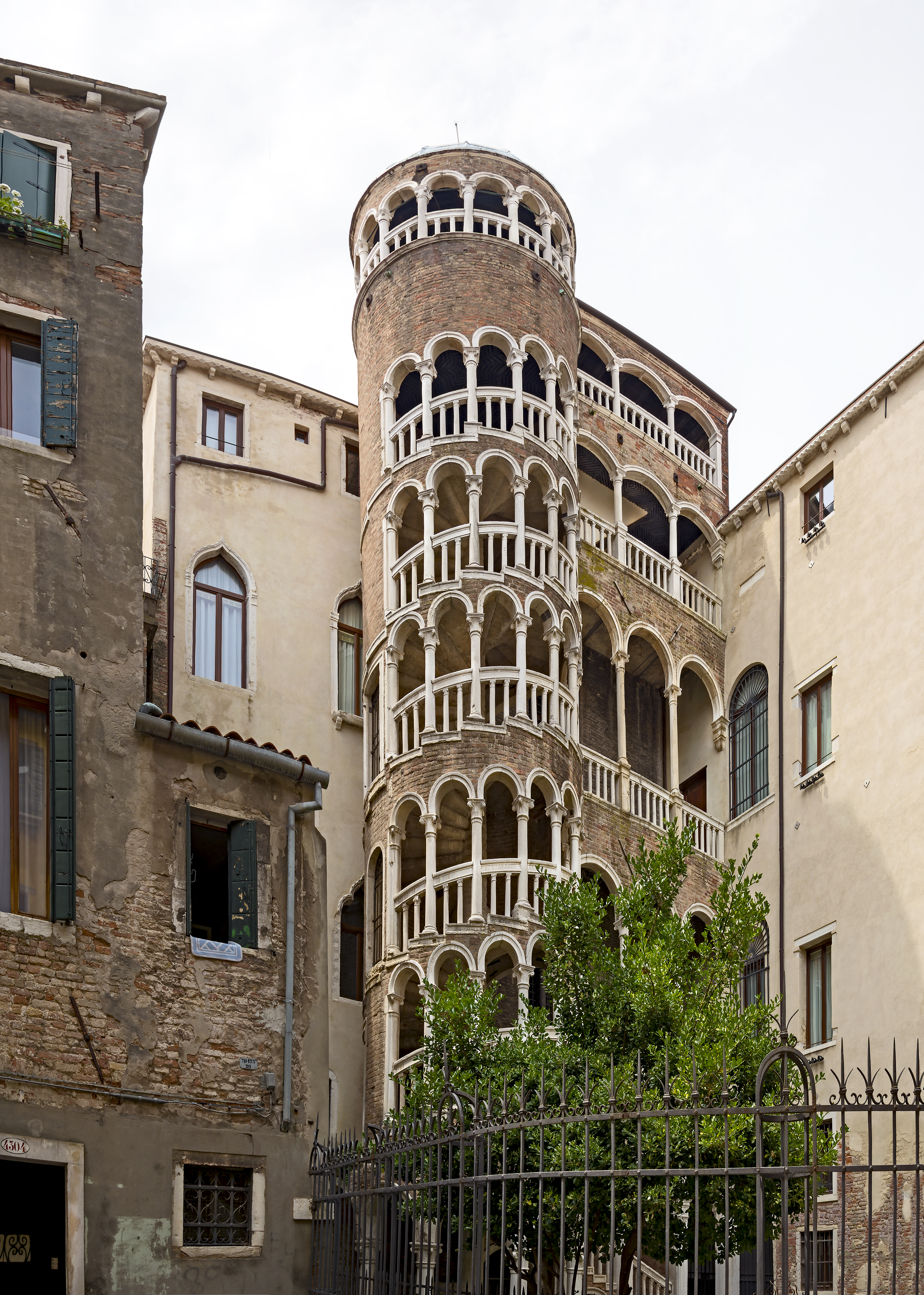

蝸牛府（義大利語：Palazzo Contarini del Bovolo）是義大利城市威尼斯的一座小型宮殿。蝸牛府以其螺旋狀的樓梯而聞名，修建於15世紀時期。2016年2月開始，蝸牛府開放參觀。

## 外部連結
- Official website

45°26′05″N 12°20′04″E / 45.4347°N 12.3344°E